# یواس‌اس کلنو (ای‌کی-۷۶)
یواس‌اس کلنو (ای‌کی-۷۶) (به انگلیسی: USS Celeno (AK-76)) یک کشتی بود که طول آن ۴۴۱ فوت ۶ اینچ (۱۳۴٫۵۷ متر) بود. این کشتی در سال ۱۹۴۲ ساخته شد.